# 東大前站

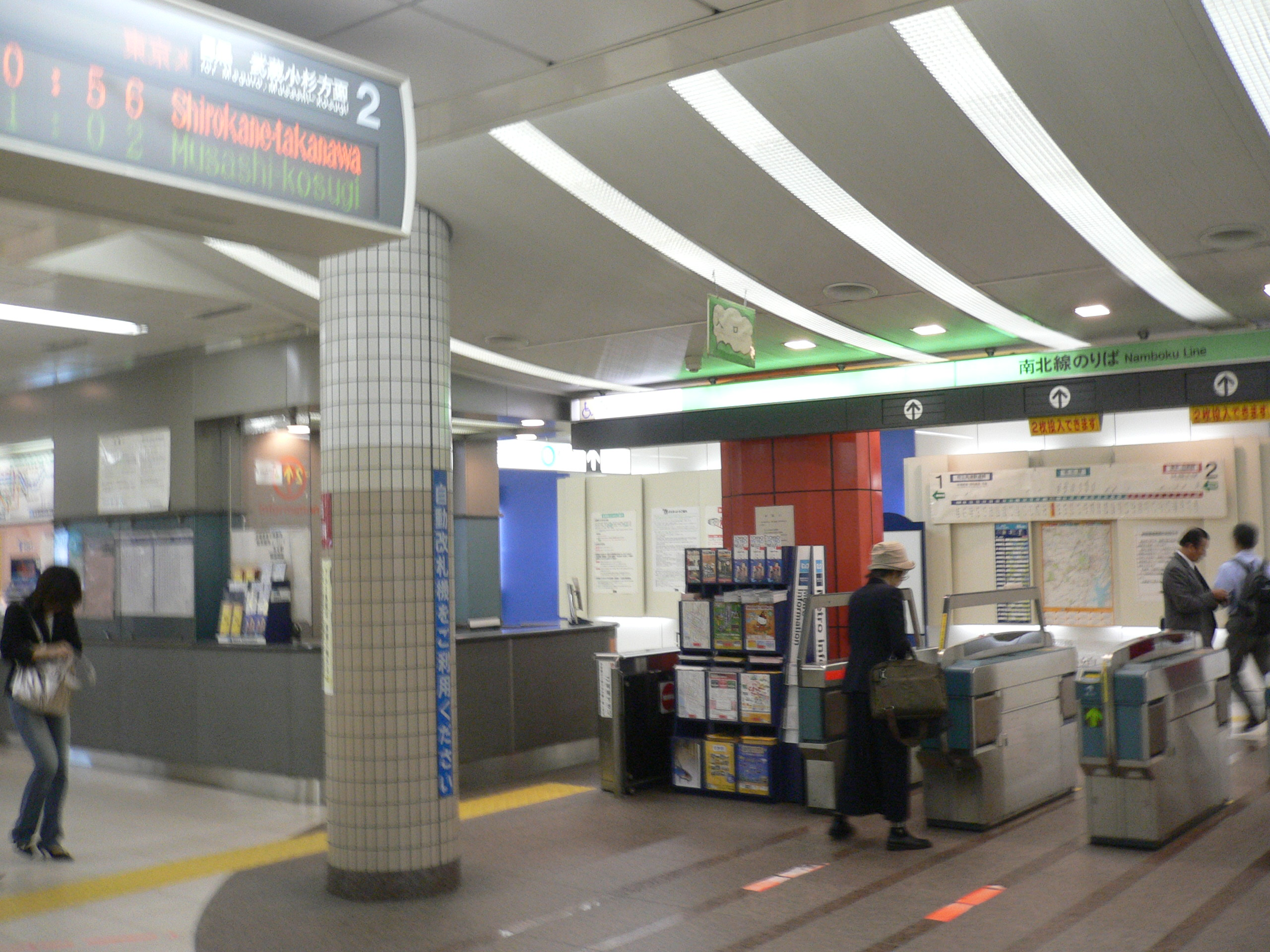
剪票口（2005年10月24日）

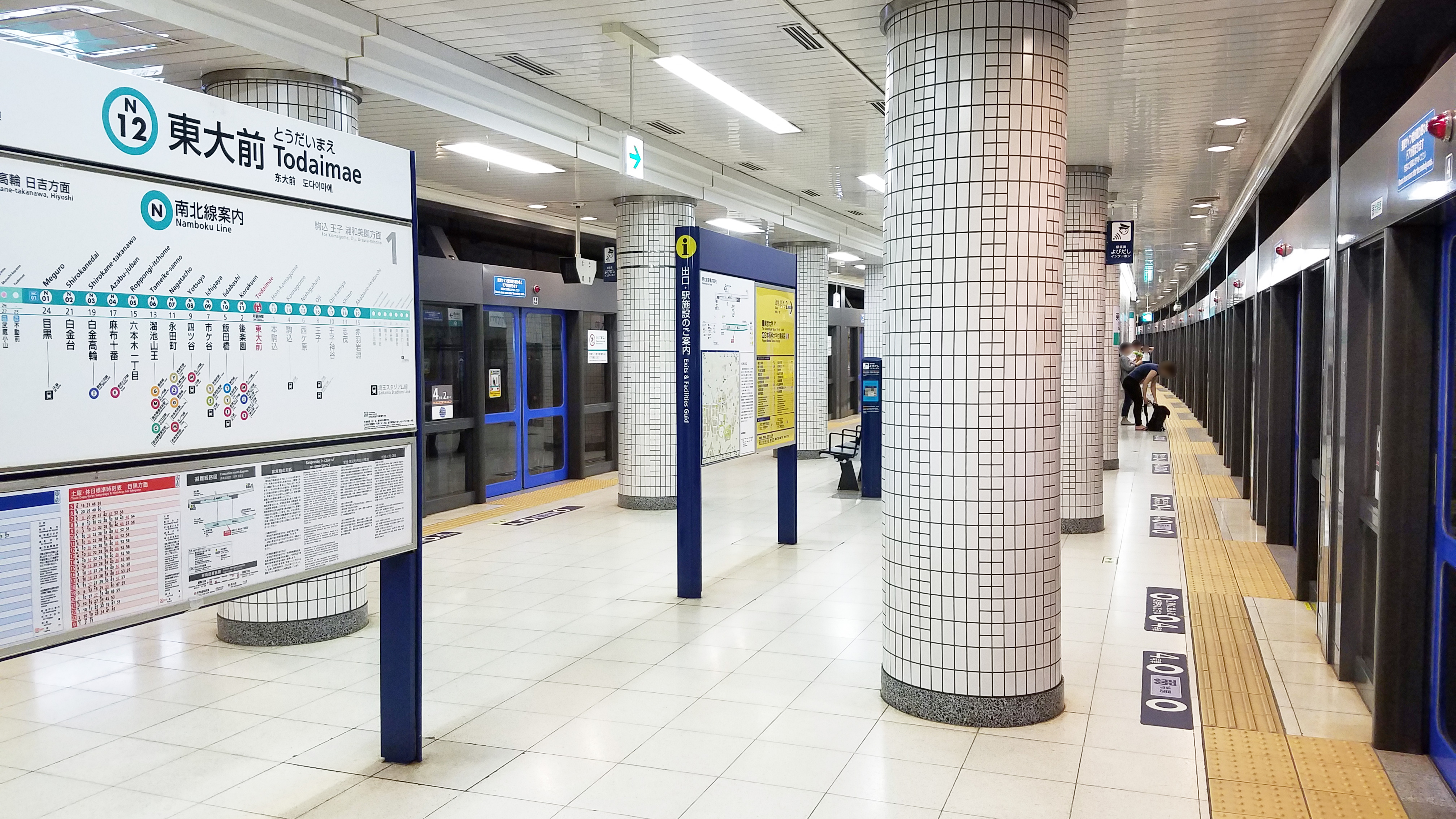
月台（2017年9月21日）

東大前站（日语：／ Tōdaimae eki */?）是位於日本東京都文京區向丘一丁目，屬於東京地下鐵南北線的鐵路車站。車站編號是N 12。本站是距離東京大學最近的車站。

## 歷史
- 1996年（平成8年）3月26日：東大前站開業。
- 2004年（平成16年）4月1日：東京地下鐵株式會社成立取代帝都高速營團。
- 2015年（平成27年）3月13日：南北線更換發車音樂[2]。

## 車站構造
島式月台1面2線的地下車站。閘機層（地下1樓）與月台層（地下3樓）設置了升降機與扶手電梯。月台設有月台幕門。

### 月台配置
| 月台 | 路線   | 目的地                       | 備註                                                 |
| ---- | ------ | ---------------------------- | ---------------------------------------------------- |
| 1    | 南北線 | 王子、赤羽岩淵、浦和美園方向 | 赤羽岩淵站直通 埼玉高速鐵道線 （往浦和美園方向列車） |
| 2    | 南北線 | 白金高輪、目黑、日吉方向     | 目黑站直通 東急目黑線                                |

（來源：東京地下鐵:構內圖 （页面存档备份，存于））

## 利用狀況
2017年度1日平均上下車人次為29,401人，在東京地下鐵全部130個車站當中排名第112位。
開業以來1日平均上下車、上車人次變化如下表。
| 年度               | 1日平均 上下車人次 | 1日平均 上車人次 | 來源     |
| ------------------ | ------------------ | ---------------- | -------- |
| 1995年（平成07年） | 10,384             | 5,351            | [ * 1 ]  |
| 1996年（平成08年） | 11,928             | 5,816            | [ * 2 ]  |
| 1997年（平成09年） | 14,009             | 7,109            | [ * 3 ]  |
| 1998年（平成10年） | 16,145             | 8,271            | [ * 4 ]  |
| 1999年（平成11年） | 17,280             | 8,685            | [ * 5 ]  |
| 2000年（平成12年） | 18,584             | 9,280            | [ * 6 ]  |
| 2001年（平成13年） | 20,183             | 10,011           | [ * 7 ]  |
| 2002年（平成14年） | 21,004             | 10,331           | [ * 8 ]  |
| 2003年（平成15年） | 21,797             | 10,729           | [ * 9 ]  |
| 2004年（平成16年） | 22,443             | 11,123           | [ * 10 ] |
| 2005年（平成17年） | 23,434             | 11,615           | [ * 11 ] |
| 2006年（平成18年） | 23,395             | 11,640           | [ * 12 ] |
| 2007年（平成19年） | 24,569             | 12,205           | [ * 13 ] |
| 2008年（平成20年） | 25,105             | 12,444           | [ * 14 ] |
| 2009年（平成21年） | 25,374             | 12,640           | [ * 15 ] |
| 2010年（平成22年） | 25,898             | 12,871           | [ * 16 ] |
| 2011年（平成23年） | 25,646             | 12,762           | [ * 17 ] |
| 2012年（平成24年） | 26,052             | 12,921           | [ * 18 ] |
| 2013年（平成25年） | 27,134             | 13,457           | [ * 19 ] |
| 2014年（平成26年） | 26,539             | 13,139           | [ * 20 ] |
| 2015年（平成27年） | 27,404             | 13,571           | [ * 21 ] |
| 2016年（平成28年） | 28,456             | 14,088           | [ * 22 ] |
| 2017年（平成29年） | 29,401             |                  |          |

## 車站周邊
- 東京大學 - 1號出口在彌生校區（農學部）內。
- 文京學院大學（日语：文京学院大学）、文京學院大學大學院 - 2號出入口鄰接正門。
- 日本醫科大學千駄木校舍、日本醫科大學附屬醫院（日语：日本医科大学付属病院）
- 郁文館夢学園（日语：学校法人郁文館夢学園）
- 文京區立第六中學校（日语：文京区立第六中学校）
- 西教寺（日语：西教寺 (文京区)）
- 根津神社
- 文京區向丘地域活動中心
- 文京區學院向丘
- 本郷稅務署
- 東京都水道局（日语：東京都水道局）文京營業所
- 文京向丘二郵便局
- 本鄉郵便局（日语：本郷郵便局）
- 彌生美術館（日语：弥生美術館）、竹久夢二美術館

## 巴士路線
本鄉追分（2號出入口側）
- 都營巴士
  - <東43> 往東京站丸之內北口／往荒川土手
  - <茶51> 往御茶之水站、往秋葉原站／往駒込站南口

東大農學部前（1號出入口側）
- 都營巴士
  - <東43>往 東京站丸之內北口行／往荒川土手
  - <茶51> 往御茶ノ水站、往秋葉原站／往駒込站南口
  - <上60> 往上野公園／往大塚站、往池袋站東口

## 相鄰車站
東京地下鐵
 南北線
後樂園（N 11）－東大前（N 12）－本駒込（N 13）

## 外部連結
- 東大前/N12 | 路線・車站資訊 | 東京地下鐵